# 吉田堅治
吉田 堅治（よしだ けんじ、1924年5月24日 - 2009年2月24日） は、日本の画家、芸術家。大阪府秦野村（現在の池田市）出身。
日本で小学校の教員を務めたのち40歳でフランスに渡り、「生命」をテーマにした絵画を多く描いた。

## 略歴

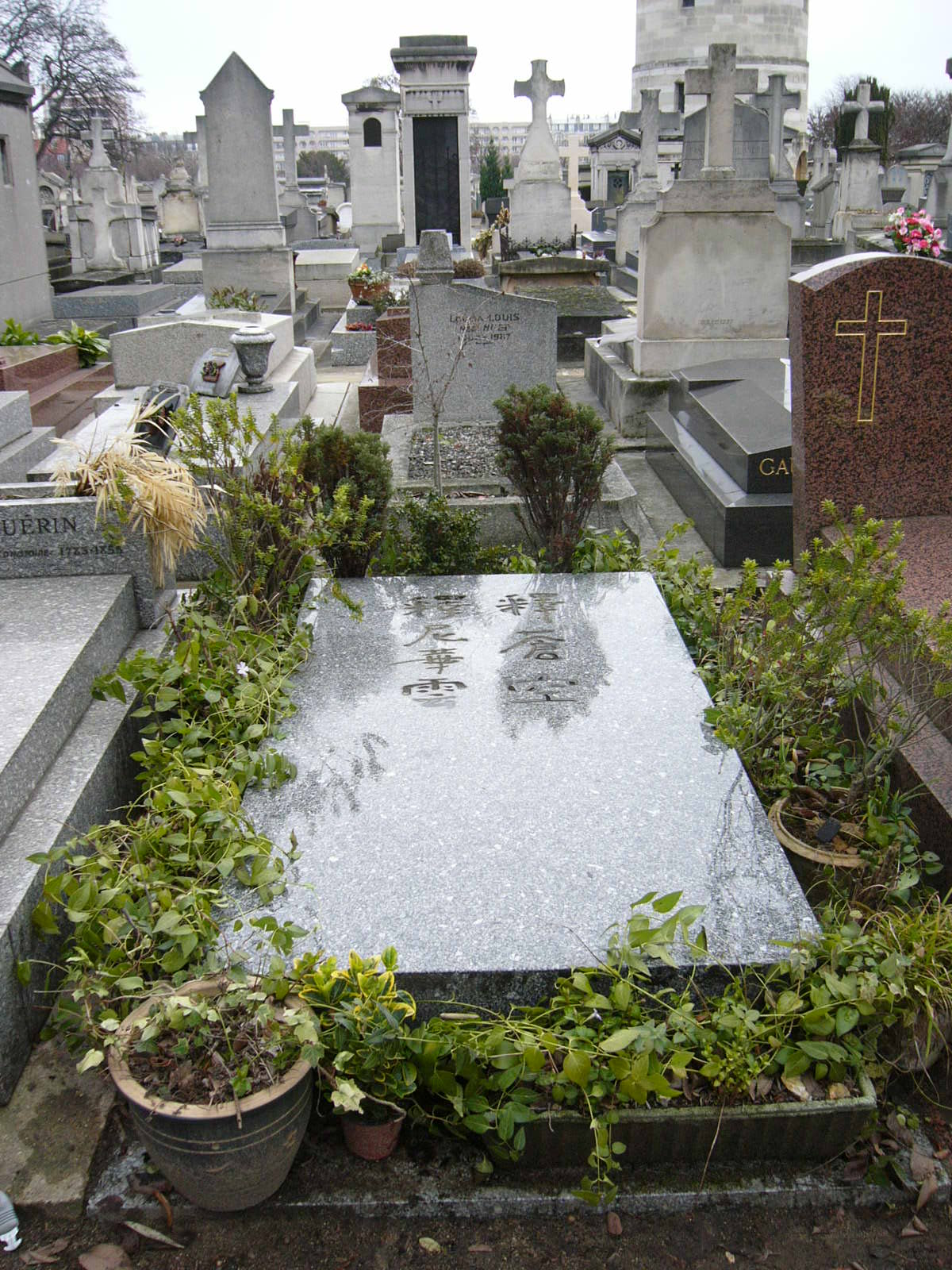
モンパルナス墓地にある夫妻の墓

1924年、大阪府豊能郡秦野村（現在の池田市・下渋谷）で生まれる。1944年に大阪第二師範学校繰り上げ卒業後、土浦海軍航空隊にて特別攻撃隊（神風特別攻撃隊）の訓練を受けるが、出撃前に終戦を迎える。1946年から池田市立呉服小学校の教員となる。1951年に上京し、大田区立入新井第二小学校の美術教師となる。1964年に教員を辞して、パリへ渡り、スタンリー・ウィリアム・ヘイターの版画工房アトリエ17へ入る。
スカンジナビア諸国のアーティストが中心となっていたアトリエ・デュ・ノールに加わり、ノルウェー政府から奨学金を受ける。1967年にアペル・レ・フェノザから彫刻を学び、1988年に亡くなるまで交友関係を保つことになる。1973年に上原寛子と結婚。1990年から3ヶ月間メキシコに滞在し、マヤ・シリーズを制作する。2009年、病気のため帰国し、84歳で死去。パリのモンパルナス墓地に妻 寛子と共に眠る。

## 年譜
- 1924年（大正13年）大阪府豊能郡秦野村（現在の池田市・下渋谷）に生まれる。
- 1944年（昭和19年）大阪第二師範学校を繰り上げ卒業。 海軍特攻隊で訓練を受ける。
- 1946年（昭和21年）池田市立呉服小学校の教員となる。
- 1951年（昭和26年）大田区立入新井第二小学校の教員となる。
- 1964年（昭和39年）教職を辞してパリへ。40歳。スタンリー・ウィリアム・ヘイターのアトリエ17へ入る。[6]
- 1966年（昭和41年）アトリエ・デュ・ノールの結成に加わる。ノルウェー政府の給費を受ける。
- 1967年（昭和42年）アペル・レ・フェノザに彫刻を学ぶ。
- 1968年（昭和43年）イスラエルのキブツ、シャミールに2カ月入り、イスラエル各地、シリア、レバノン、ヨルダン訪問。
- 1972年（昭和47年）フランス政府より芸術家アパートの入居許可を得る。[8]
- 1973年（昭和48年）上原寛子と結婚。
- 1982年（昭和57年）ギリシャを訪れる。
- 1983年（昭和58年）20年ぶりに帰国。3ヶ月間滞在し、各地を見て回る。
- 1986年（昭和61年）妻・寛子死去。
- 1987年（昭和62年）エジプトを訪れる。
- 1989年（平成元年）アメリカを訪れる。生涯のエージェントとなるホセ・フェレズ・クーリと出会う。
- 1990年（平成2年）メキシコ、キューバに３カ月滞在、マヤ・シリーズを制作する。
- 2009年（平成21年）病気のため日本へ帰国、東京都にて死去。
- 2010年（平成22年）NHK総合テレビにてドキュメンタリー番組「生命(inochi)～孤高の画家　吉田堅治～」が放送される。[9]

## 主な個展
- 1957年『吉田堅治展』 村松画廊
- 1964年 竹川画廊
- 1968年  『版画展  吉田堅治』 ハイファ、ティコティン日本美術館[7]
- 1989年 『生命』 ロンドン、October Gallery
- 1991年 『Infinite Light』  ロンドン、October Gallery
- 1993年 『La Vie』 ロンドン、大英博物館[10]
- 1997年 『Yoshida Kenji  EL ANTIGUO JAPON Y LO MAYA』 メキシコシティ、メキシコ近代美術館
- 1998年 『Yoshida Kenji  EL ANTIGUO JAPON Y LO MAYA』 メリダ ユカタン現代美術館[7]
- 2000年 『LA VIE  THE ACT OF LIVING』 ダブリン、クライストチャーチ大聖堂
- 2001年 『旅の途中で』 東京都、新宿パークタワーホール
- 2002年 『Unexpected Encounters』 ボルツァーノ、Galerie Prisma
- 2002年 『LA VIE  THE ACT OF LIVING』 ノリッジ、ノリッジ大聖堂
- 2003年 『LA VIE  THE ACT OF LIVING』 カンタベリー、カンタベリー大聖堂
- 2003年 『life force』 ロンドン、October Gallery
- 2006年 『La Vie et la Paix de Yoshida Kenji』 フランス、ブロワ城
- 2007年 『INOCHI TO HEIWA-LIFE AND PEACE』  ロンドン、October Gallery
- 2008年 『VIE ET PAIX』 フランス、ユネスコ本部
- 2010年 『A Celebration of Life』  ロンドン、October Gallery
- 2011年 『生命(いのち)の画家  吉田堅治展』 神奈川県、鶴岡八幡宮
- 2012年 『吉田堅治―祈り・生命の輝き』 広島県、はつかいち美術ギャラリー
- 2015年 『吉田堅治展』 愛媛県、ミウラート・ヴィレッジ
- 2021年『吉田堅治展』千葉県、鋸山美術館

## 参考資料
- 阿部菜穂子「英カンタベリー大聖堂を飾った異色絵画　日本人画家の切なる思い」『サンデー毎日』、2003年11月9日号
- 「CRITIQUE : KENJI YOSHIDA : ARTIST OF THE SOUL - AN INTRODUCTION」『CHIARSCURO MAGAZINE』